# Chiricahua

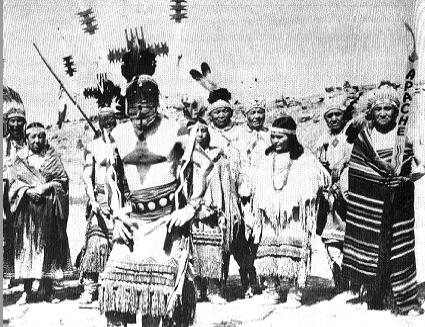
Grupa Apaczów

Apacze Chiricahua – plemię Indian Ameryki Północnej należące, obok Apaczów Mescalero, do zachodniego odłamu Apaczów. Biorące swoją nazwę od pasma górskiego – o tej samej nazwie – w południowo-wschodniej Arizonie. Samo słowo „Apacze” pochodzi z języka Indian Zuni, gdzie Apachu jest określeniem wroga. Sami Apacze nazywali siebie Ndee lub Dine'é czyli „lud”. Lud koczowniczy, łowiecko-zbieraczy. Mówią językiem apaczańskim należącym do rodziny atabaskańskiej.
Od początku XV wieku zamieszkiwali południowo-zachodnią część Stanów Zjednoczonych (południowo-zachodnie obszary Nowego Meksyku i południowo-wschodniej Arizony) zmuszeni do opuszczenia swych pierwotnych siedzib w Kanadzie.

## Historia

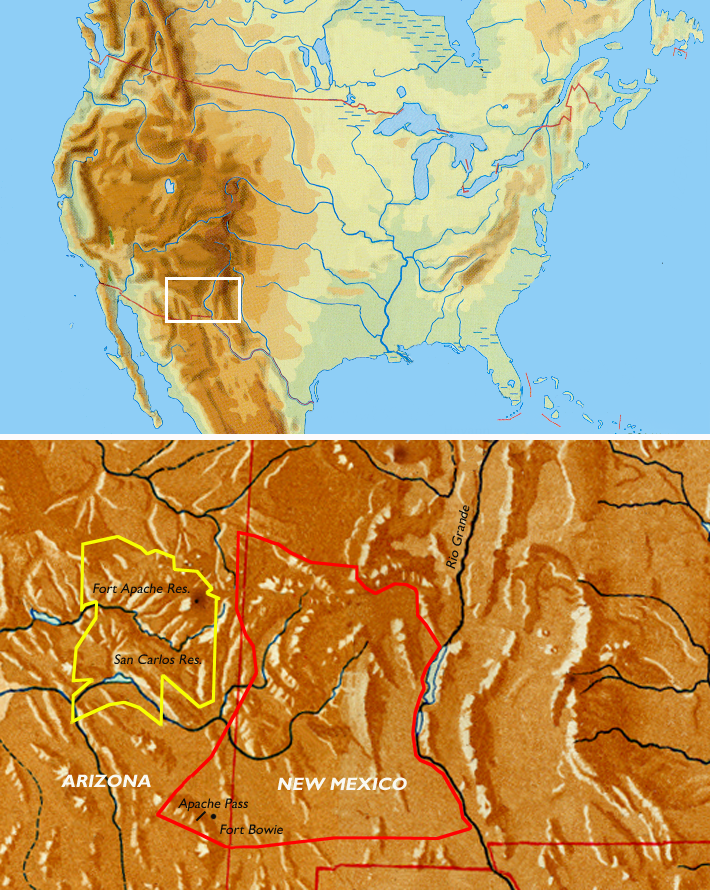
Tereny zamieszkiwane przez Apaczów Chiricahua

Plemiona z rodziny atabaskańskiej pojawiły się w Ameryce dość późno, bo ok. roku 1000 przed Chrystusem. Około roku 1300 naszej ery pewna ich część oderwała się od wspólnoty plemiennej i odeszła na południe, by – w ciągu około stu lat – dotrzeć na obszary południowego zachodu USA. Tam – w górach graniczących z plemionami z grupy Pueblo – tworząc zawiązki dwóch plemion: Apaczów i Nawahów. Proces kształtowania się plemion został zakończony w XVII wieku, kiedy na tych terenach pojawili się Hiszpanie oraz wojownicze plemię Komanczów. Wraz z przyjęciem konia Apacze zaczęli coraz śmielej napadać na osiedla Indian Pueblo, jak i na posterunki hiszpańskie, co wiązało się z tym, że Hiszpanie pojmanych Apaczów sprzedawali do niewoli w Meksyku. Starcia stały się tak częste i krwawe, że w roku 1821 rząd meksykański wyznaczył cenę za skalpy Apaczów, co jeszcze bardziej zaogniło sytuację.
W czasie wojny między Stanami Zjednoczonymi a Meksykiem w roku 1848 Apacze czynnie wspierali Amerykanów uważając ich za naturalnego sojusznika w walce z Hiszpanami. Po zakończeniu zmagań dowiedzieli się z przerażeniem, że ich ziemie zostały włączone do USA, a oni mają zostać spacyfikowani. Ściśnięci pomiędzy Meksyk, Komanczów i coraz liczniejszych farmerów, poszukiwaczy złota i innych „złodziei ziemi”, Apacze nie widzieli innego wyjścia, jak bronić swego stanu posiadania.
Wśród Chiricahua'ów byli tacy, którzy chcieli żyć w pokoju i uprawiać działki przydzielone im przez rząd federalny, ale druga strona nie zamierzała dochowywać umów zawartych z „czerwonoskórymi”. Pierwszy rajd białych na ich tereny pchnął Apaczów do wojny. Plemię wydało sławnych wodzów, jak Mangas Coloradas, jego zięć Cochise i Geronimo. Prowadzili oni wojnę partyzancką wzdłuż szlaku zwanego Butterfield Trail aż do roku 1886. Szczep Chiricahua został ukarany surowo – najpierw wszystkich Indian (nawet tych, którzy w zupełnym spokoju mieszkali w okolicach San Carlos) osadzono w więzieniach na Florydzie i w Alabamie, a ich resztki (25% wymarło w ciągu kilku lat) zmuszono do osiedlenia w rezerwacie Fort Sill na Terytorium Indiańskim. W XX w. plemię stopniowo rosło liczebnie, ale i rozpraszało się, zatracając dawną kulturę i język (pierwotną liczbę Chiricahua szacuje się na ok. 2500 osób).

## Struktura plemienna
Chiricahua'owie nie znali instytucji wodza całego plemienia, bowiem dzielili się na klany związane pokrewieństwem i liczące od 35 do 200 osób. Przywódcami tych niewielkich szczepów byli ludzie wyróżniający się głosem w radzie, bohaterstwem lub znajomością ceremoniału (wszyscy znani wodzowie Apaczów byli takimi właśnie przywódcami niewielkich szczepów), ale żywotne decyzje zawsze podejmowała rada. Jednym z głównych zadań wodza było wyciszanie napięć wewnątrzplemiennych.
Rodzinne struktury doprowadziły do wykształcenia się trzech szczepów Chiricahua'ów: wschodniego, zwanego Cihene (Malowani na Czerwono), ale występującego również jako Mimbreños, Coppermine, Warm Springs lub Mogollon; środkowego Chokonen; i południowego (mieszkającego po meksykańskiej stronie granicy) nazywanego Nednai (Wrogowie), Pinery lub Bronco. Pomiędzy szczepami dochodziło sporadycznie do mieszanych małżeństw.

## Obyczaje

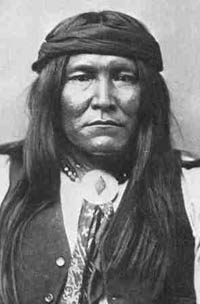
Chatto, zwiadowca z plemienia Chiricahua

Podstawę rodziny stanowiła kobieta. Poza kwestiami politycznymi ustrój był matriarchalny. Apacze cenili sobie uczciwość i dbali o swoich starców. Podział ról według płci był jednoznacznie ustalony, ale nie przestrzegany z żelazną konsekwencją. Generalnie zadaniem kobiet było znajdowanie, przygotowanie i magazynowanie pożywienia, budowanie domostw, dostarczanie wody i opału, wychowanie dzieci, wyprawianie, preparowanie i malowanie skór upolowanych zwierząt, jak również wyplatanie koszy. Mężczyźni polowali i prowadzili wojny, produkowali broń, zajmowali się hodowlą koni. Poza wszystkim innym zajmowali się budowaniem instrumentów muzycznych na bazie wysuszonych tykw i końskich kopyt; tzw. gęśle Apaczów – instrument podpatrzony u Hiszpanów – posiadały struny ze ścięgien.
Plemię produkowało na własny użytek naczynia, sztućce i wszelkiego rodzaju pojemniki. Większość była robiona z tykw lub wyplatana, przy czym pojemniki na wodę uszczelniano gliną lub asfaltem mineralnym. Podobno wzmacniane ścięgnami zwierzęcymi łuki Chiricahua'ów uchodziły wśród ludów Wielkich Równin za jedne z najlepszych.
Zarówno chłopcy jak i dziewczęta uczyli się strzelać z łuku, wyrzucać pociski z proc i po mistrzowsku jeździć konno. Młody człowiek przed ślubem musiał doskonale poznać rodzinę swej przyszłej żony. Po ślubie (prostym, bez żadnych obrządków rytualnych) obowiązywało go bardzo ściśle przestrzegane tabu – nie miał prawa zwracać się bezpośrednio do własnej teściowej. Rozwody uzyskiwane były stosunkowo łatwo.
Wszystkie plemiona Apaczów, w tym również Chiricahua'owie, czuli ogromny respekt przed zjawiskami, które uważali za nadprzyrodzone; bali się duchów. Zmarłemu malowano twarz na czerwono i chowano tego samego dnia. Przedmioty codziennego użytku niszczono, palono, a wyróżnianego konia zabijano.

## Sposoby życia
Chiricahua'owie mieszkali w kopulastych szałasach z chrustu, które w razie złej pogody pokrywali skórami. Drzwi tych domostw zawsze wychodziły na wschód. Wschodnie szczepy czasami korzystały z tipi.
Pożywieniem było głównie mięso i to, co kobiety zdołały zebrać w okolicy. Wojownicy (nawet przed XVI wiekiem) polowali na bizony amerykańskie, a nadto na jelenie, antylopy widłorogie, owce, króliki. Nie polowali na niedźwiedzie, indyki, nie łowili ryb.
Kobiety zbierały agawę (szczególnie ważny składnik ubogiej diety), miąższ niektórych kaktusów oraz owoce, jagody, orzechy, dziką cebulę i ziemniaki. Orzechy i nasiona traw często przemielały na mąkę. Produkty rolne – np. kukurydzę – kupowano lub zdobywano u Indian Pueblo. Niektóre szczepy same uprawiały kukurydzę, ale wyłącznie po to, by robić z niej tiswin – słabe piwo.
Partnerami handlowymi Chiricahua'ów byli przede wszystkim Indianie Pueblo i mieszkańcy hiszpańskich wiosek, czasami także Indianie prerii (do XVI wieku).
Jak inni Apacze, Chiricahua nosili miękką odzież ze skór i mokasyny. Kiedy odkryli bawełnę (a następnie wełnę) kobiety zaczęły nosić długie spódnice i bluzki zakrywające pasek spódnicy i przytroczony doń nóż. Mężczyźni również zaczęli nosić długie koszule calico wyrzucane na perkalowe spodnie i przepasywane pasami z amunicją. Na głowach nosili zwykłe przepaski z materiału. Dziewczęta, wzorem niektórych Indianek Pueblo czesały swe włosy w misterne „baranie rogi” nad uszami; kobiety starsze czesały się jak Indianki prerii – z przedziałkiem pośrodku głowy i dwoma warkoczami.

## Chiricahua dzisiaj
Potomkowie plemienia w większości zamieszkują rezerwat Mescalero Indian Reservation (pow. 460 tysięcy akrów), który muszą dzielić z dwoma innymi plemionami Apaczów – Mescalero i Lipan. Około stu Chiricahua'ów wciąż mieszka w Fort Sill w Oklahomie. Rosnąca ilość mieszanych małżeństw powoduje wtapianie się w znacznie liczniejsze i doskonale zorganizowane plemię Mescalerów, na czele którego (od lat 1950.) stał Wendall Chino: postawił na rozwój gospodarczy rezerwatu budując ośrodki narciarskie i wypoczynkowe. Najbardziej kontrowersyjną jego decyzją była zgoda na składowanie odpadów radioaktywnych (1991 r.). Obecnie prezydentem organizacji pn. Mescalero Apache Tribe jest jego syn, Mark Chino. Nowa konstytucja rezerwatu nie wymienia oddzielnie plemienia Apaczów Chiricahua.
Liczebność w roku 2000: Według danych U.S. Census Bureau, podczas spisu powszechnego w 2000 roku 1134 obywateli USA zadeklarowało, że jest pochodzenia wyłącznie Chiricahua a 2189 oświadczyło, że ma pochodzenie wyłącznie lub między innymi Chiricahua.